# Konsumentköp
Konsumentköp är en kategori köp som är särskilt lagreglerad för att tillvarata konsumenternas rätt gentemot näringsidkande säljare. Vid köp privatpersoner emellan gäller i Sverige den allmänna köprätten.
Konsumentköpen är huvudsakligen reglerade genom konsumentköplagen. Under konsumentköplagen faller köp av lösa saker. Vissa sorters konsumentköp är särskilt reglerade i annan lagstiftning såsom distansköp och köp av tjänster.
Till skillnad från vad som gäller i den allmänna köprätten är konsumentköpsavtalen underkastade tvingande lagstiftning. Avsteg från konsumentköplagen gäller bara i den mån de förbättrar konsumentens rätt gentemot säljaren. Ett typiskt fall när en säljare går utöver lagens krav gäller vid sådana garantier då säljaren ansvarar för varans funktion i mer än ett halvår.

## Centrala begrepp
Framställningen nedan följer i stort sett konsumentköplagens disposition.

### Dröjsmål
Dröjsmål på säljarens sida föreligger om varan inte avlämnas eller avlämnas för sent enligt avtalet oberoende av köparens handlingar. Avlämnade anses ske först när varan kommit i köparens besittning.
Dröjsmål på köparens sida föreligger när denne inte betalar i rätt tid.
Vid dröjsmål får motparten göra gällande vissa påföljder såsom att hålla inne sin prestation, kräva fullgörande, häva köpet och kräva skadestånd.

### Fel
Ett konsumentköprättsligt fel föreligger när varan avviker från avtalet. Det köprättsliga felbegreppet är större än det allmänna språkbrukets. Ett fel omfattar inte bara då varan inte fungerar utan även om inte mängden eller kvaliteten är den utlovade. Har parterna inte avtalat om varans egenskaper föreligger fel om varan avviker från vad köparen med fog kunnat förutsätta.

#### Reklamation
För att kunna åberopa fel måste köparen meddela säljaren om det, vilket kallas reklamation. Reklamationen ska göras inom skälig tid från då köparen bort upptäcka felet men senast inom tre år från det då hon tog emot varan. För köp som gjordes innan den 1 april 2005 gäller fortfarande den gamla regeln om två års reklamationstid.

### Pris
När priset inte är bestämt i avtalet ska det vara skäligt för varan vid tidpunkten för köpet. En mer än obetydligt skadad vara kan förväntas vara billigare än andra varor. Kravet på gängse pris leder till att endera parten inte kan utnyttja senare prisförändringar vid bedömningen.

### Allmänt
Köparen är sakrättsligt skyddad mot säljarens borgenärer genom avtalet.
Tvärtemot en vanlig uppfattning är ett kvitto inget krav för konsumenten ska fullgöra sin bevisbörda även om ett kvitto ofta är det bästa beviset.

### Lagstiftning
- Konsumentköplag (1990:932)
- Distans- och hemförsäljningslag (2005:59)
- Konsumenttjänstlag (1985:716)

### Myndigheter
- Konsumentverket
- Konsument Europa